# Tko živ, tko mrtav
Tko živ, tko mrtav je TV komedija/drama autora Bryana Fullera o skupini crnih kosaca (eng.: grim reapers) u Seattleu, Washington, SAD. Priče su ispričanje kroz osamnaestgodišnjakinju George Lass, koja u pilot-epizodi serije umire i postaje kosac. Serija je prikazivana u SAD-u, Velikoj Britaniji, Irskoj, na srednjem istoku, u Latinskoj Americi, te u Južnoj Koreji, a prikazivala se i u Hrvatskoj. Snimljene su samo dvije sezone prije no što je serija prekinuta 2004. godine.
Crni kosci su u seriji prikazani kao sastavni dio životnog ciklusa, uklanjajući duše iz tijela ljudi nedugo prije njihove smrti i prateći ih u zagrobni život. Serija se bavi temom sudbine: sastanci ljudi sa smrću se unaprijed znaju; serija također implicira da je nečiji sastanak sa smrću zabilježen i prije njihova rođenja.

## O seriji

### Premisa
Crni kosci, ovdje prikazani bez tradicionalnog crnog plašta i kose (osim na komičan način u najavnoj špici serije i promotivnim materijalima), sastavni su dio života i smrti. Tren prije nečije smrti, oni uklanjaju dušu iz njihova tijela i prate ju u zagrobni život (u seriji nikad prikazan). Sama Smrt (također nikad prikazan/prikazana) vodi popis ljudi koji će uskoro umrijeti i preko posrednika koscima šalje post-it papiriće na kojima se nalazi njihov prvi inicijal, prezime i vrijeme buduće smrti. Kosci uzimaju dušu ljudi prije smrti, na način da ih dotaknu dlanom. Ako kosac ne pokupi dušu, ona trune u osobi (u slučaju da osoba ne umre), a ako osoba umre, može doživjeti traumatična iskustva kao nazočnost vlastitoj autopsiji, itd. Dok kosci skupljaju duše, prave nesreće koje dovode do smrti osobe izazivaju groblini, nadnaravna bića.

### Sinopsis
Georgia Lass, pasivna i emotivno otuđena od svoje obitelji, te presramežljiva da bi iskusila život, nakon napuštanja fakulteta nalazi posao u tvrtki Happy Time; već na prvoj pauzi za ručak udara ju i ubija zahodska daska iz orbite koja je otamo zalutala nakon deorbitacije svemirske postaje MIR. (U stvarnosti, MIR je deorbitiran dvije godine prije događaja u seriji.)
Nedugo nakon smrti, obaviještena je da će, umjesto da nastavi u život nakon života, postati crni kosac u odjelu za "vanjske utjecaje" koji pokriva nezgode, samoubojstva i umorstva.
Kroz prvu sezonu, George se teško privikava na svoju situaciju - mora sakupljati duše i istovremeno raditi. U drugoj, uglavnom je navikla na svoju novu ulogu u životnom ciklusu, iako još ima nerazriješenih problema sa svojim životom, kako prije, tako i poslije smrti. Georgeina obitelj se teško nosi s njenom smrću. Njena majka Joy je deprimirana i potiskuje to, a suprug Clancy je vara. Njena mlađa sestra Reggie se počinje ponašati neobično - krasti zahodske daske od susjeda i u školi i vješati ih na drvo pred kućom. Na početku druge sezone, obitelj se počinje raspadati razvodom roditelja.
Skoro svi glavni likovi bore se s depresijom u ovom ili onom obliku: Mason uzima alkohol i droge, Daisy se ponaša neprirodno veselo, a Roxy je fizički i verbalno agresivna; George i Rube su otvoreniji što se tiče njihova lošeg stanja.

### Mjesto i vrijeme radnje
Serija je smještena u Washington, i to je naglašeno registarskim tablicama, telefonskim predbrojevima, zrakoplovnim kodovima i kartama, no očito je da se snimanje odvijalo u Vancouveru, Kanada; često su vidljive vancouverske znamenitosti i adrese koje odgovaraju stvarnim vancouverskima. Radnja se odvija u vremenu u kojem je serija snimana, počevši od 2003., a s krajem u 2004. godini.

## Uloge

### Kosci
- Ellen Muth kao Georgia "George" Lass (1-2)
- Mandy Patinkin kao Rube (1-2)
- Callum Blue kao Mason (1-2)
- Jasmine Guy kao Roxy (1-2)
- Rebecca Gayheart kao Betty (epizode 1-5 1. sezone)
- Laura Harris kao Daisy Adair - (epizode 6-29)

### Živući likovi
- Cynthia Stevenson kao Joy Lass (1-2)
- Britt McKillip kao Reggie Lass (1-2)
- Greg Kean kao Clancy Lass (1-2)
- Christine Willes kao Delores Herbig (1-2)
- Crystal Dahl kao Crystal (1-2)

## Nagrade i nominacije
- Emmy, 2004.
  - Nominacija za najbolju dramsku glazbenu podlogu u epizodi (nominiran je Stewart Copeland za pilot-epizodu.)
  - Nominacija za najbolje posebne efekte u TV seriji (nominirani su Jennifer McEachern, David Allinson, Kevin Little, Adam de Bosch Kemper i Robert Habros za pilot-epizodu.)

## Vanjske poveznice
Službena stranica serije  Arhivirana inačica izvorne stranice od 30. prosinca 2007. (Wayback Machine)
O seriji na IMDB-u